# Sierra Madre de Chiapas
La Sierra Madre de Chiapas (també anomenada Cordillera Central, i coneguda a Guatemala com a Sierra Madre) és una serralada d'Amèrica Central, que travessa el sud-oest de Mèxic, Guatemala, El Salvador i part d'Honduras. És la major serralada de Centreamèrica i constitueix un extens sistema muntanyós que discorre en direcció nord-oest-sud-est, resseguint la costa de l'oceà Pacífic durant més de 600 km. La majoria dels volcans de Guatemala formen part de la Sierra Madre i els seus punts més alts superen els 4.000 msnm, sent el Tajumulco, amb 4.220 m el punt culminant de la serralada.

## Formació
Es formà al final de l'era Secundària, a finals del Cretaci superior, per la subducció de la Placa de Cocos sota la Placa del Carib i la parte sud de la Placa Nord-americana. Els moviments sísmics i l'activitat volcànica encara formen part d'aquest procés d'orogènesi.

## Característiques

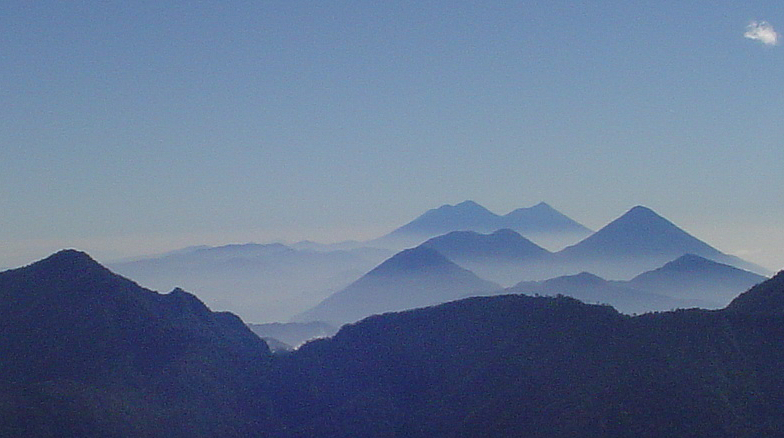
Volcans de la Sierra Madre de Chiapas a Guatemala

La serralada, que representa una continuació de la Sierra Madre del Sur, és delimitada per una estreta franja costanera al sud-oest, i una sèrie de depressions al vessant nord-est que separen la serralada dels altiplans de Chiapas, Guatemala i Honduras. És la principal divisòria d'aigües de les conques hidrogràfiques de Centreamèrica creant els vessants pels rius que desemboquen a l'oceà Atlàntic o Pacífic.
A Mèxic la serralada s'inicia al riu Ostuta i segueix cap a la frontera amb Guatemala. En territori mexià té una llargada d'uns 250 km, una amplada de 50-65 km i una superfície de 2.125 km². El punt més alt a Chiapas és el volcà Tacaná (4.092 msnm) que marca la frontera amb Guatemala.
A Guatemala la Sierra Madre s'estén aproximadement 280 km en direcció sud-est cap a la frontera amb El Salvador i Honduras. En aquest país és on es troben les alçades més importants de la serralada, amb el Tajumulco, de 4.220 m.
A El Salvador la Sierra Madre segueix la seva orientació de nord-oest a sud-est marcant la frontera amb Honduras. Està tallada en dos sectors pel riu Lempa. En el sector occidental el cim principal és el cerro Montecristo (2.418 msnm), en la confluència del Salvador, Guatemala i Honduras. El cerro El Pital, amb 2.730 msnm és el punt més elevat de El Salvador.

## Principals cims
- Tajumulco, 4.220 m
- Tacaná, 4.092 m
- Acatenango, 3.976 m
- Cerro Chemal, 3.837 m
- Volcà Santa María, 3.772 m
- Volcà de Fuego, 3.763 m
- Volcà Atitlán, 3.557 m